# Salon du chocolat

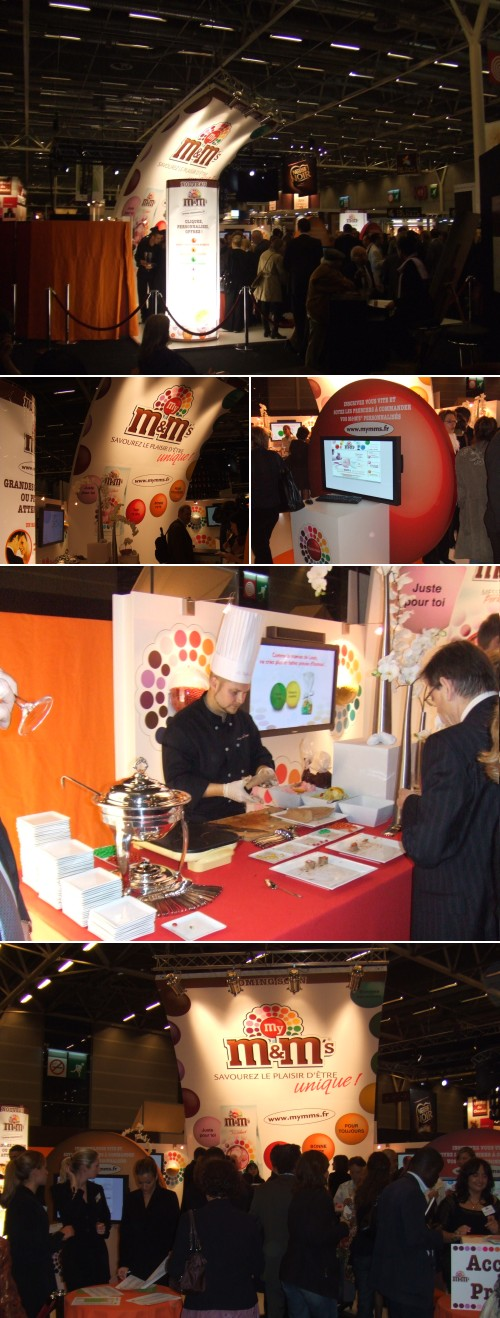
Salon 2006

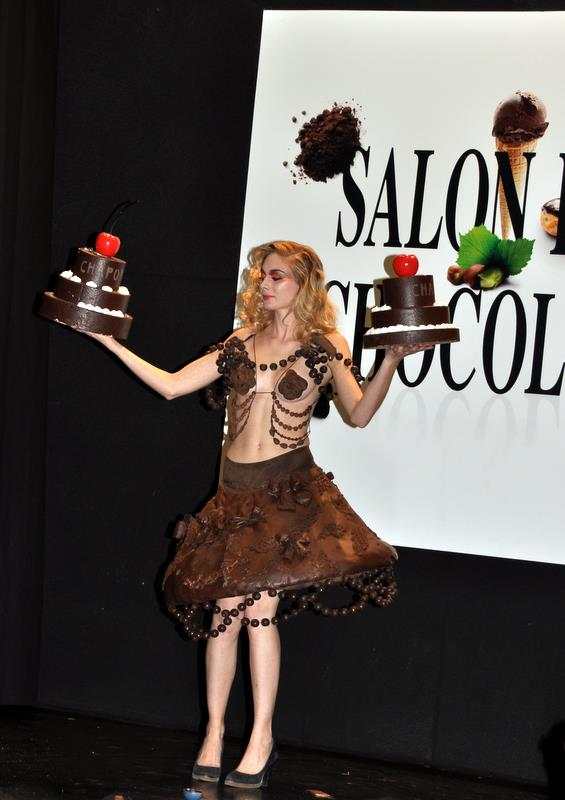
Défile de mode sur le thème du chocolat, lors du salon 2011.

Le Salon du chocolat (aussi appelé Chocoland jusqu'en 2010) est un salon consacré au chocolat, qui se tient chaque année en fin d'octobre et au début de novembre depuis 1995 à Paris.

## Présentation
L’objectif de ce salon est de promouvoir « le chocolat sous toutes ses formes et dans tous ses états ». Ainsi, il accueille des professionnels industriels et artisanaux. Au cours du salon, des sous-événements se déroulent, dont une exposition de pièces artistiques, des conférences, et un défilé de robes en chocolat.
Le Salon du chocolat s’est internationalisé en 1998 avec une édition à New York puis à Tokyo en 2000. À partir de 2005, des éditions du Salon du chocolat ont été organisées dans d'autres villes françaises et internationales.
L'édition de 2010, consacrée à la consommation éthique, a été baptisé "Ethic et Choc".
Des « Awards du chocolat » y sont décernés chaque année sur les rubriques suivantes : alliance, fourrés et tablette.
Le Point d’orgue de chaque édition est le défilé de robes en chocolat portées par des personnalités le soir de l’inauguration.

## Différentes éditions - Paris
|        | Année | Dates      | Dates        | Lieu                 | Nbe. visiteurs | Réf.   |
| ------ | ----- | ---------- | ------------ | -------------------- | -------------- | ------ |
| 1er    | 1995  | 28 octobre | 1er novembre | Espace Eiffel-Branly | 57 000         | [ 3 ]  |
| 2e     | 1996  | 30 octobre | 3 novembre   | Espace Eiffel-Branly |                | [ 4 ]  |
| 3e     | 1997  | 29 octobre | 2 novembre   | Espace Eiffel-Branly |                | [ 5 ]  |
| 4e     | 1998  | 28 octobre | 1er novembre | Espace Eiffel-Branly |                | [ 1 ]  |
| 5e     | 1999  | 30 octobre | 3 novembre   | Espace Eiffel-Branly |                | [ 6 ]  |
| 6e     | 2000  | 28 octobre | 1er novembre | Espace Eiffel-Branly | 80 000         | [ 7 ]  |
| 7e     | 2001  | 31 octobre | 4 novembre   | Carrousel du Louvre  | 100 000        | [ 8 ]  |
| 8e     | 2002  | 31 octobre | 3 novembre   | Carrousel du Louvre  |                | [ 9 ]  |
| 9e     | 2003  | 29 octobre | 2 novembre   | Carrousel du Louvre  |                | [ 10 ] |
| 10e    | 2004  | 28 octobre | 1er novembre | Porte de Versailles  | 120 000        | [ 11 ] |
| 11e    | 2005  | 22 octobre | 25 octobre   | Porte de Versailles  |                | [ 12 ] |
| 12e    | 2006  | 28 octobre | 1er novembre | Porte de Versailles  |                | [ 13 ] |
| 13e    | 2007  | 19 octobre | 22 octobre   | Porte de Versailles  |                | [ 14 ] |
| 14e    | 2008  | 29 octobre | 2 novembre   | Porte de Versailles  |                | [ 15 ] |
| 15e    | 2009  | 14 octobre | 18 octobre   | Porte de Versailles  | 90 000         | [ 16 ] |
| 16e    | 2010  | 28 octobre | 1er novembre | Porte de Versailles  |                |        |
| 17e    | 2011  | 20 octobre | 24 octobre   | Porte de Versailles  | 130 000        | [ 17 ] |
| 18e    | 2012  | 31 octobre | 4 novembre   | Porte de Versailles  |                | [ 18 ] |
| 19e    | 2013  | 30 octobre | 3 novembre   | Porte de Versailles  |                | [ 19 ] |
| 20e    | 2014  | 29 octobre | 2 novembre   | Porte de Versailles  |                | [ 20 ] |
| 21e    | 2015  | 28 octobre | 1er novembre | Porte de Versailles  |                | [ 21 ] |
| 22e    | 2016  | 28 octobre | 1er novembre | Porte de Versailles  |                | [ 22 ] |
| 23e    | 2017  | 28 octobre | 1er novembre | Porte de Versailles  |                | [ 23 ] |
| 24e    | 2018  | 31 octobre | 4 novembre   | Porte de Versailles  |                | [ 24 ] |
| 25e    | 2019  | 30 octobre | 3 novembre   | Porte de Versailles  |                | [ 25 ] |
| ANNULÉ | 2020  | 21 octobre | 25 octobre   | Porte de Versailles  | 0              | [ 26 ] |
| 26e    | 2021  | 28 octobre | 1er novembre | Porte de Versailles  |                | [ 27 ] |
| 27e    | 2022  | 28 octobre | 1er novembre | Porte de Versailles  |                |        |

## Galerie

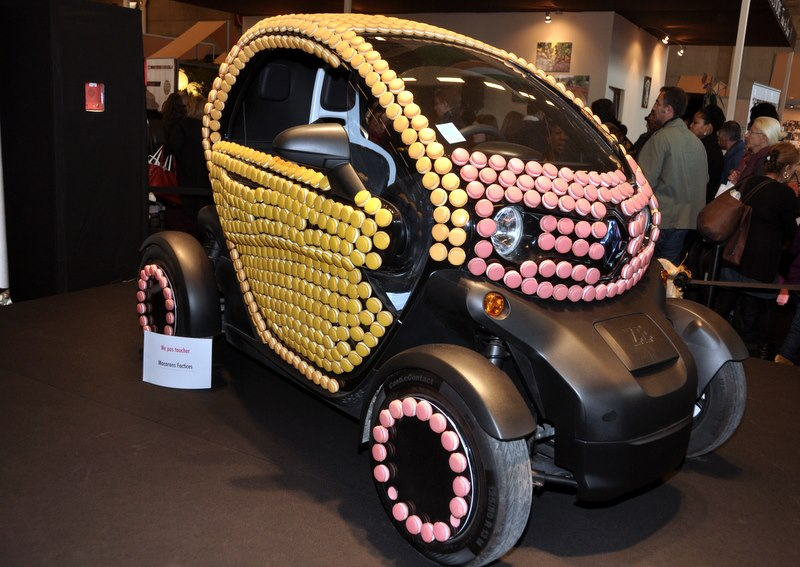
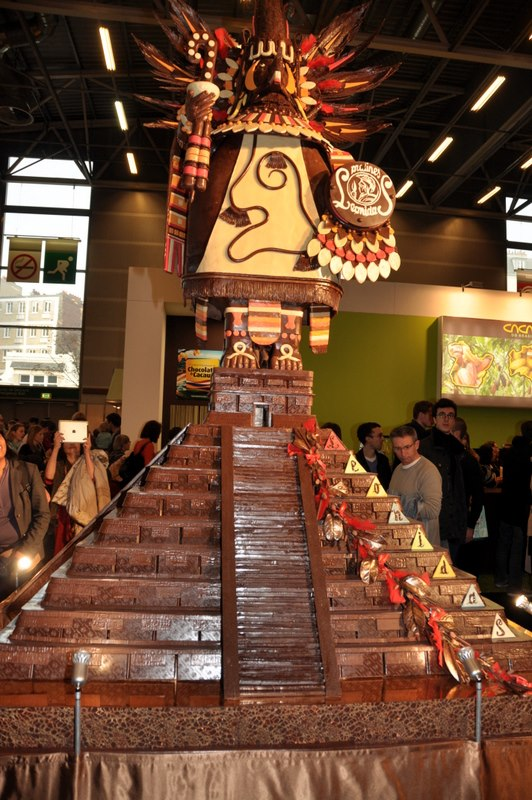
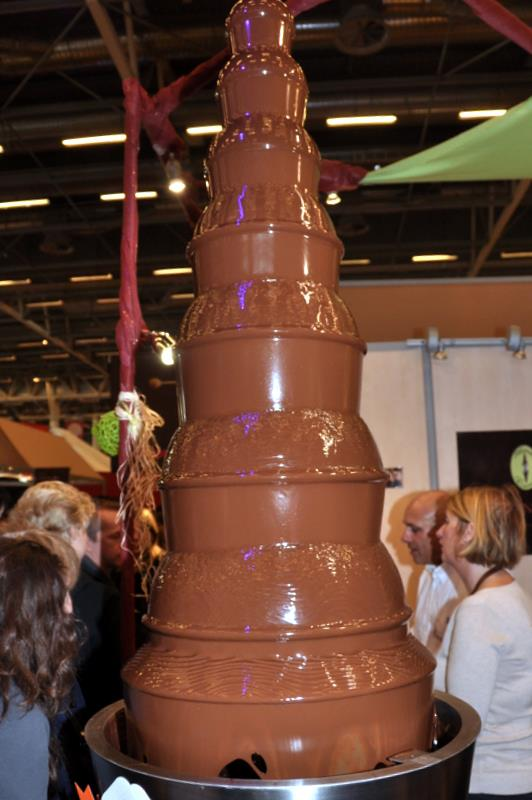
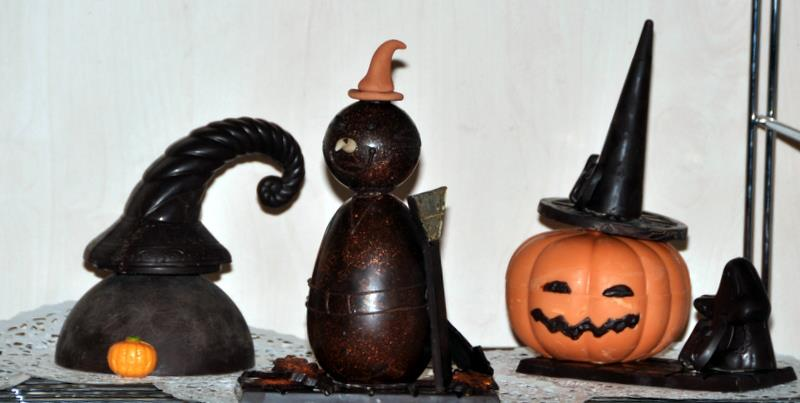
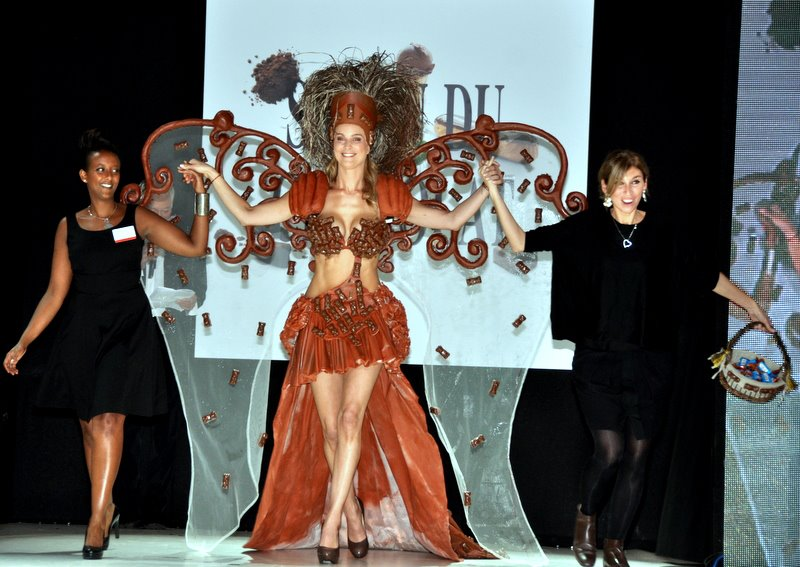
Défilé de mode du salon 2012
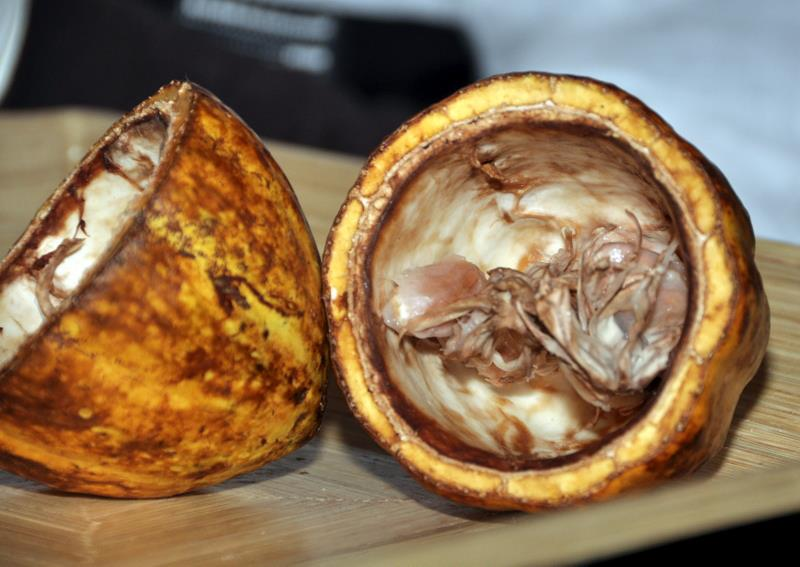
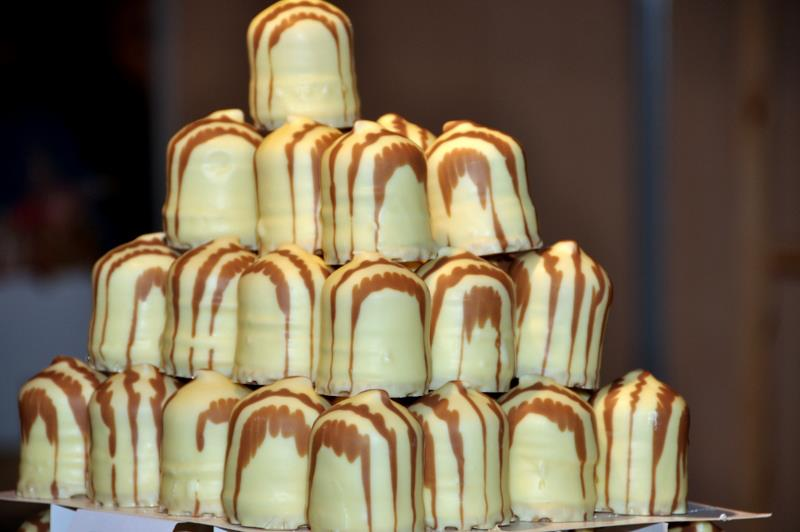
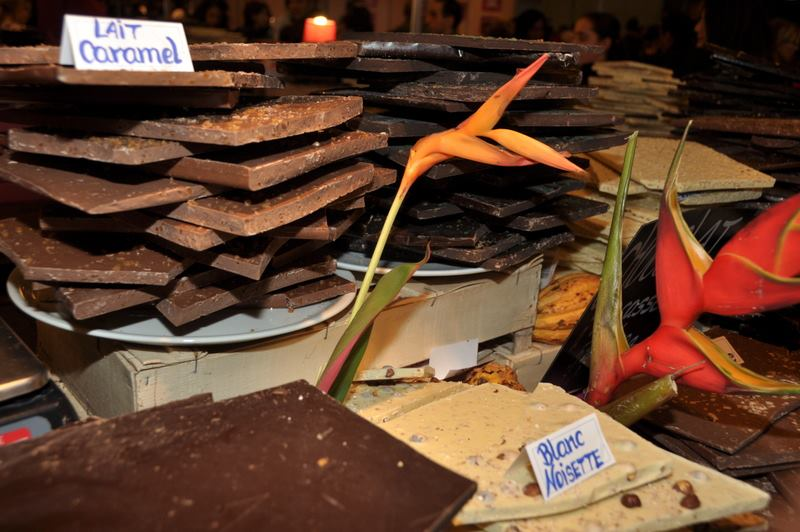
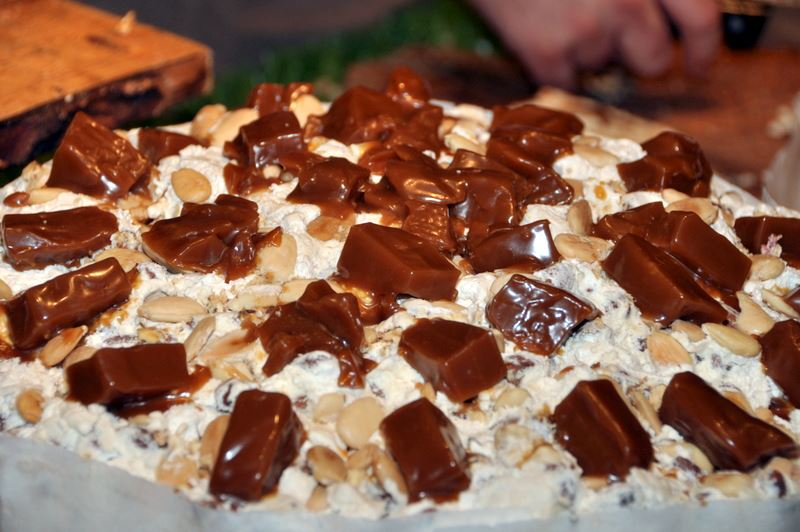
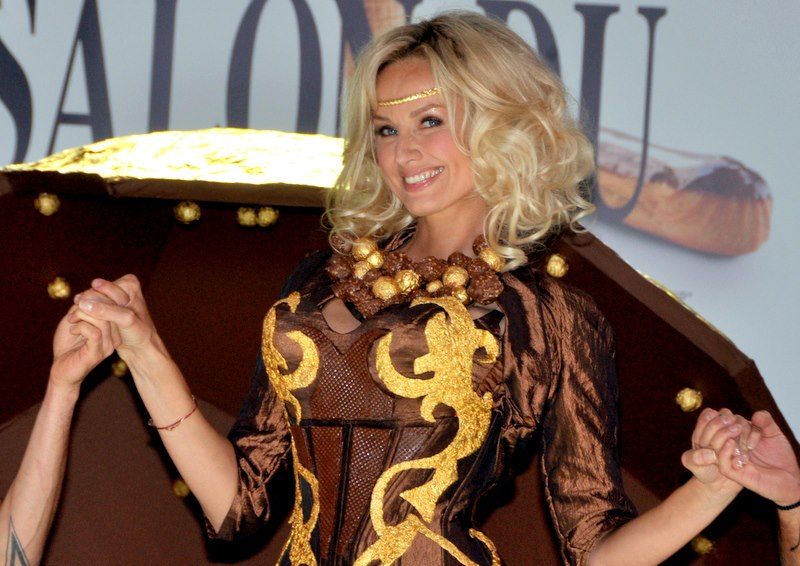
Adriana Karembeu au défilé de mode du salon 2012
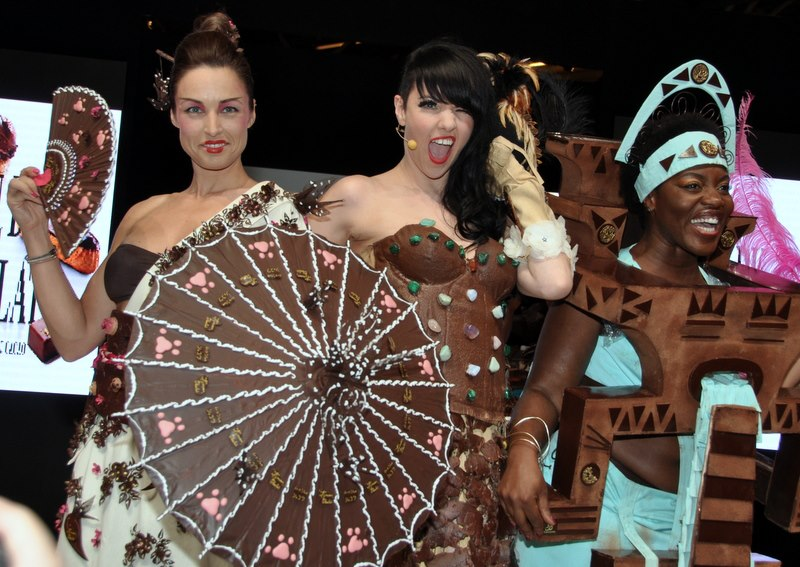
Natasha St-Pier, Tara McDonald et Claudia Tagbo au défilé de mode 2012
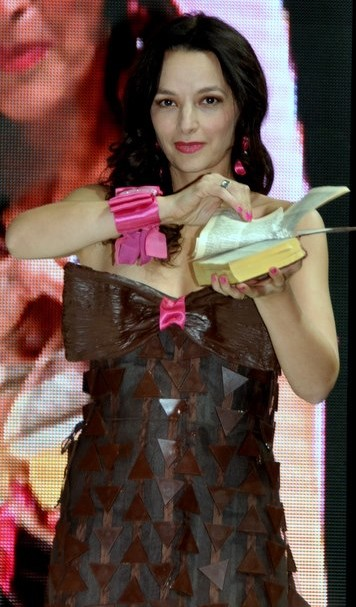
Éliette Abécassis au défilé 2012
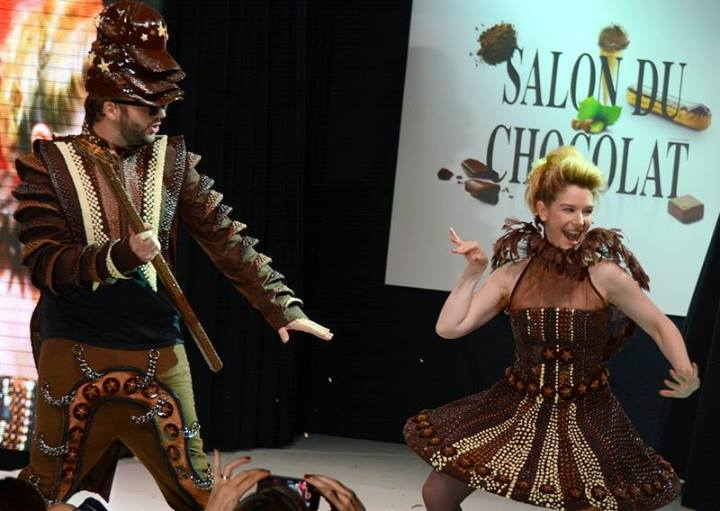
Helmut Fritz et Louise Ekland au défilé 2013
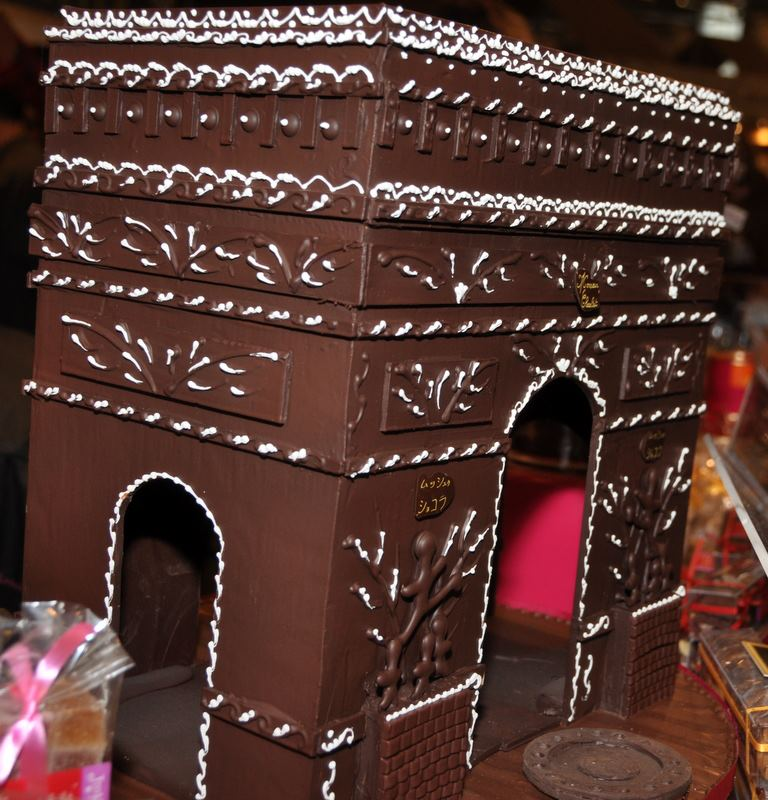
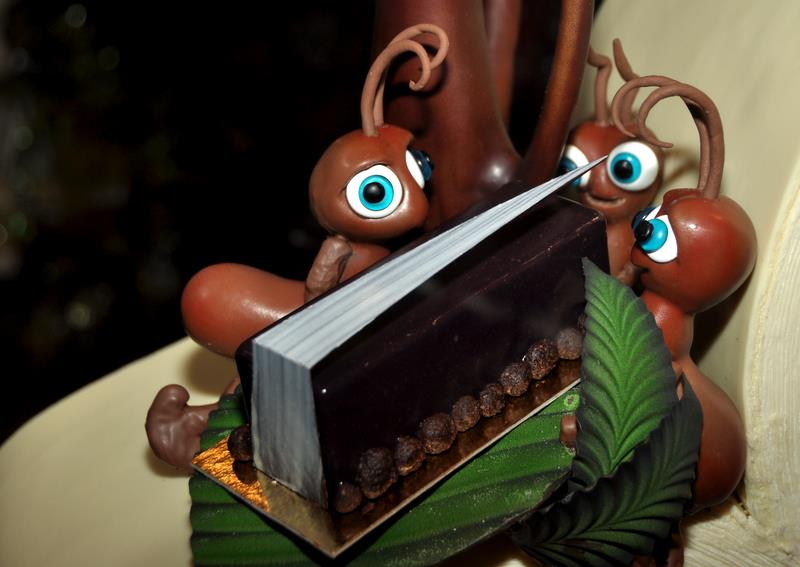
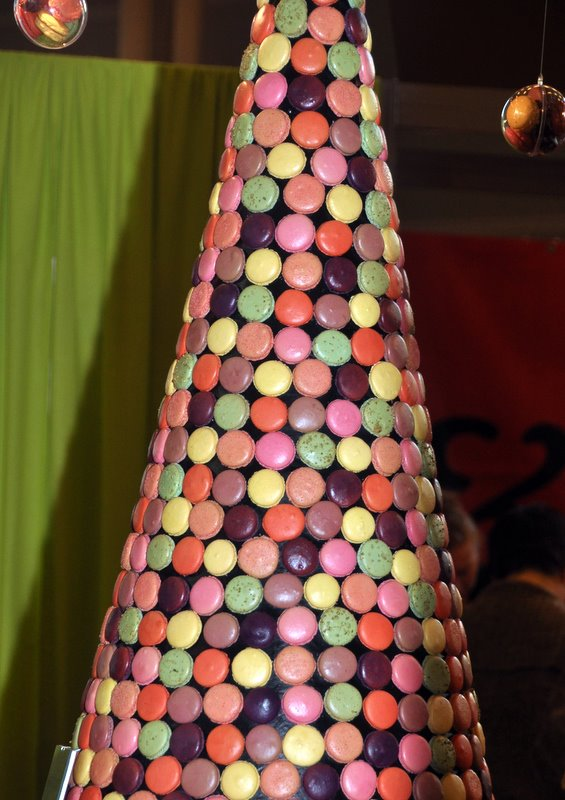
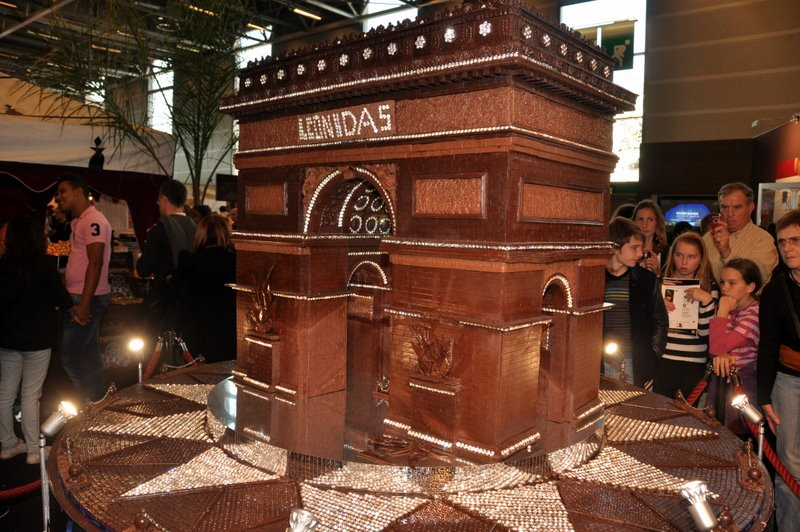
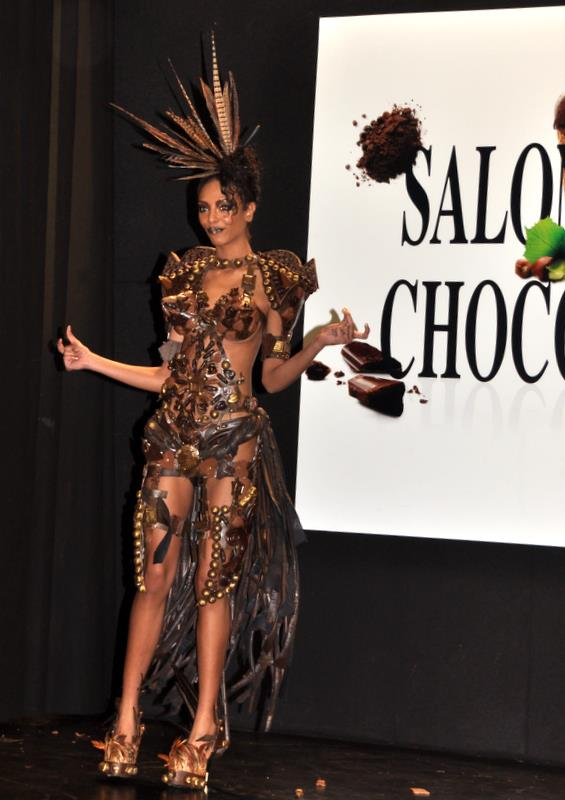
Défilé de mode du salon 2011
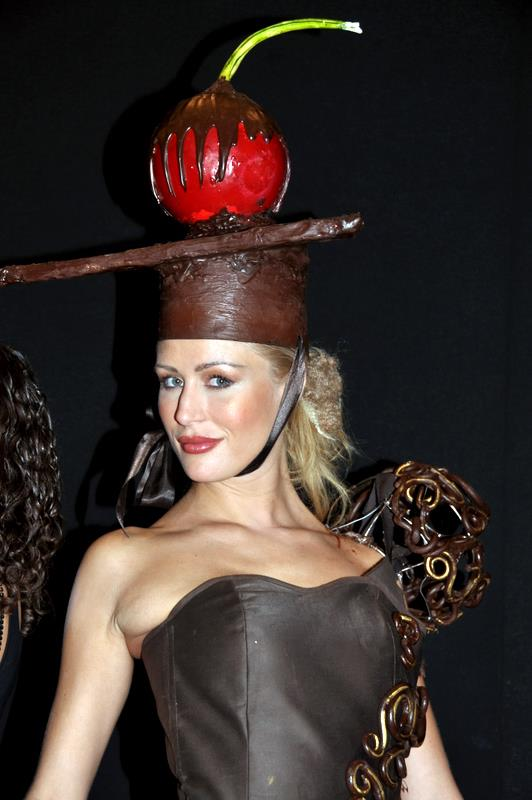
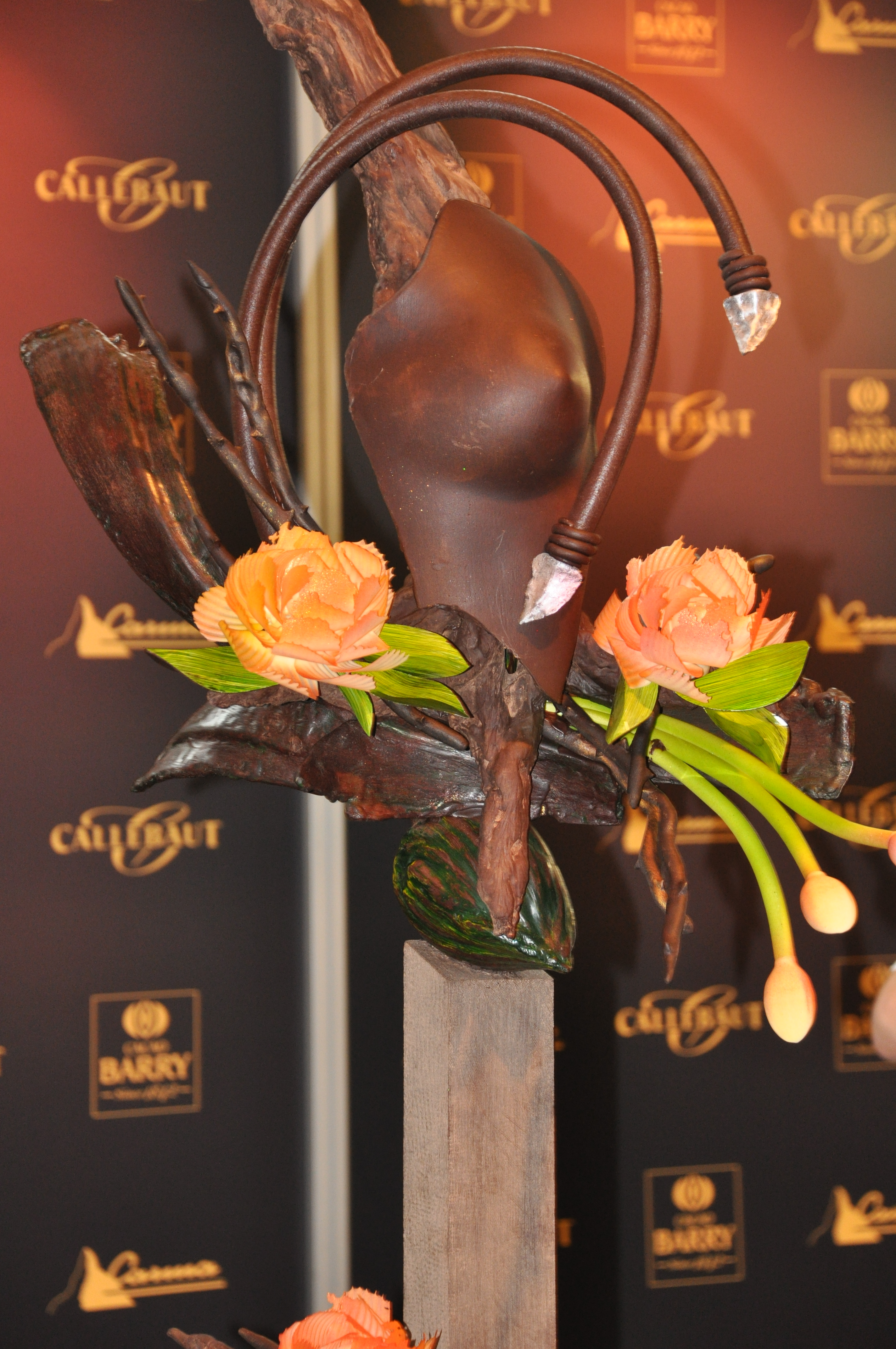
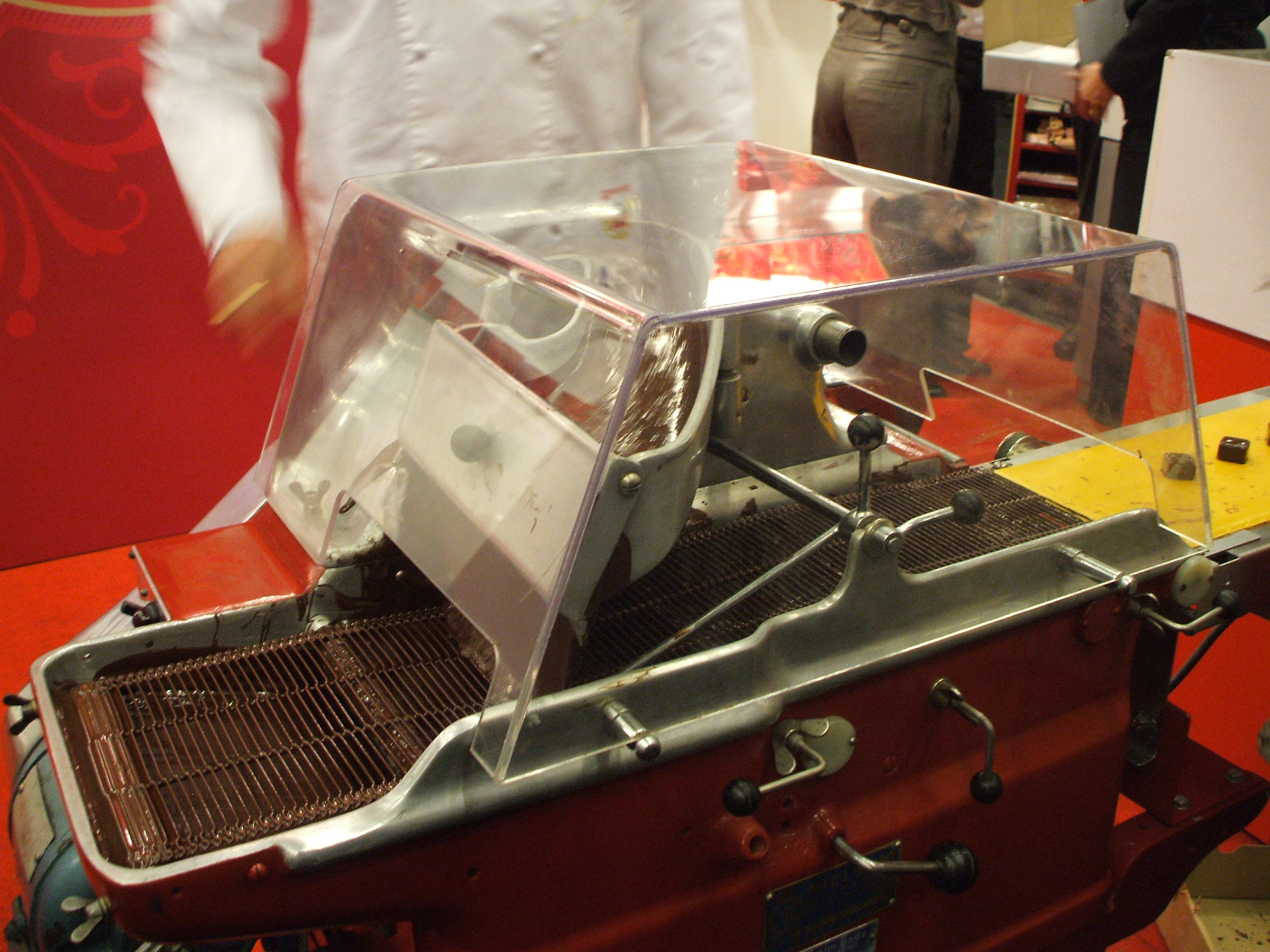
Enrobeuse à chocolat, exposée au salon 2008